# Новотоминський
Новотоминський (рос. Новотоминский) — селище у Верхньоуральському районі Челябінської області Російської Федерації.
Входить до складу муніципального утворення Петропавловське сільське поселення. Населення становить 134 особи (2010).

## Історія
Від 4 листопада 1926 року належить до Верхньоуральського району Челябінської області.
Згідно із законом від 24 червня 2004 року органом місцевого самоврядування є Петропавловське сільське поселення.

## Населення
| 2002 | 2010 |
| ---- | ---- |
| 166  | ↘134 |